# Formula 1 97
Formula 1 97 (appelé Formula 1 Championship Edition en Amérique du Nord) est un jeu vidéo de course de Formule 1 développé par Bizarre Creations et édité par Psygnosis, sorti en septembre 1997 sur PlayStation et en 1998 sur Windows. C'est le deuxième jeu de la série Formula One ; il fait suite à Formula 1.

## Développement
Tous les pilotes de la saison 1997 sont représentés sauf Jacques Villeneuve sous une licence particulière.